# Linderöd
Linderöd is een dorp in de gemeente Kristianstad in de provincie Skåne in Zweden. Het heeft een inwoneraantal van 404 en een oppervlakte van 76 hectare (2010).
Linderöd heeft de naam gegeven aan de heuvelrug Linderödsåsen.

## Verkeer en vervoer
Bij de plaats loopt de E22.
De plaats had vroeger een station aan de Östra Skånes Järnvägar.